# Российско-венесуэльские отношения
Росси́йско-венесуэ́льские отношения — дипломатические контакты, политическое, экономическое и военно-техническое сотрудничество между Россией и Венесуэлой.
Россия является ключевым союзником Венесуэлы. Российская финансовая помощь и кредиты Венесуэле исчисляются миллиардами долларов США.

## История
Первые контакты Российской империи и Венесуэлы произошли в 1857 году, когда Россия признала независимость Республики Венесуэла. После Октябрьской революции 1917 года Венесуэла, как и большинство латиноамериканских стран, долгое время не поддерживала дипломатических отношений с Советской Россией.
Дипломатические отношения между СССР и Венесуэлой были установлены 14 марта 1945 года. В 1952 году они были разорваны и лишь в 1970 году (на фоне улучшения советско-американских отношений) восстановлены. После этого двусторонние отношения активизировались. В 1976 году СССР посетил венесуэльский президент К. А. Перес. Советские поставки в Венесуэлу в начале 1970-х годов были невелики, однако Венесуэла играла большую роль в советско-кубинской торговле. Венесуэла поставляла свою нефть на Кубу, за что СССР поставлял тот же объём нефти в страны Восточной Европы. По некоторым данным, советской стороне удалось сэкономить путём уменьшения транспортных расходов до 200 млн долларов. В 1970-е — 1980-е годы между СССР и Венесуэлой был подписан ряд соглашений: в 1975 году — о культурном и научно-техническом сотрудничестве, в 1976 году — об экономическом и промышленном сотрудничестве, в 1985 году — торговое соглашение.
В 1996 году в ходе визита в Каракас российского министра иностранных дел Е. М. Примакова был заключён договор о дружбе и сотрудничестве между Российской Федерацией и Республикой Венесуэла.
Двусторонние отношения заметно активизировались после прихода к власти правительства Уго Чавеса. В апреле 2001 года в Каракасе был открыт Венесуэльско-российский институт дружбы имени Франсиско де Миранды. Президент Чавес посещал Россию в 2001 году (дважды), затем в 2004, 2006 и 2007 годах. При нём Венесуэла заняла второе место после Бразилии по импорту российской продукции (прежде всего вооружений) в Латинской Америке. Так, в 2007—2013 годах на Венесуэлу пришлось 18,4 % российского экспорта в регион (общей стоимостью 7,7 млрд долларов). Венесуэла признала независимость Абхазии и Южной Осетии, поддерживала Россию при голосованиях в Генеральной ассамблее ООН. В ноябре 2008 года состоялся первый официальный визит руководителя российского государства в Венесуэлу. Президент России Дмитрий Медведев и президент Венесуэлы Уго Чавес провели ряд переговоров, посетили противолодочный корабль «Адмирал Чабаненко», прибывший в Каракас для участия в совместных российско-венесуэльских морских учениях. В марте 2009 года вступило в силу Соглашение об отказе от визовых формальностей при взаимных поездках граждан двух государств, подписанное в Каракасе 26 ноября 2008 года.
27 марта 2014 года на голосовании Генеральной ассамблеи ООН по вопросу непризнания референдума в Крыму Венесуэла проголосовала против, таким образом признав референдум в Крыму и поддержав Россию.
14 декабря 2022 года Reuters сообщил, что заместитель российский вице-премьер Александр Новак встретился с министром нефти Венесуэлы Тареком Эль Айссами в Каракасе. Они обсудили волатильность рынка нефти и состояние непогашенной задолженности Венесуэлы перед Россией. Новак подчеркнул важность совместной работы стран в рамках ОПЕК+ и Форума стран-экспортеров газа.

## Дипломатические представительства
- Венесуэла имеет посольство в Москве. Чрезвычайный и полномочный посол Венесуэлы в России — Карлос Рафаэль Фариа Тартоса.
- Россия имеет посольство в Каракасе[10]. Чрезвычайный и полномочный посол России в Венесуэле — Сергей Михайлович Мелик-Багдасаров.

## Экономические отношения
В 2017 году в Венесуэле вспыхнула новая волна массовых протестов против президента Николаса Мадуро. Венесуэльскую оппозицию поддержали США, Европейский союз, а также ряд стран Латинской Америки. В Венесуэле продолжался экономический кризис, а инфляция по итогам 2017 года составила 2616 %. В этих условиях Россия оказала Венесуэле значительную экономическую помощь.

### Торговля
По данным Федеральной таможенной службы РФ, в 2017 году товарооборот между Россией и Венесуэлой составил 68,4 млн долл., из них российский экспорт — 67,6 млн долл., импорт в Россию — 754,9 тыс. долл. На Венесуэлу приходится лишь 0,01 % от общего товарооборота России с другими странами. Россия в основном экспортирует в Венесуэлу продовольственные товары и сельскохозяйственное сырьё, а также продукцию химической промышленности, машины и оборудование. Основные экспортные товары: пшеница, соевое масло, комплексные удобрения, насосы жидкостные, нефтепродукты. Импорт представлен в основном продовольственными товарами и сельскохозяйственным сырьём, кожевенным сырьём. Основные импортные товары: ром, какао-бобы, дубленая кожа.
По данным Минэкономразвития, в январе-ноябре 2018 года товарооборот двух стран составил 84,7 млн долл, из них российский экспорт — 83,9 млн долл., импорт в Россию — 800 тыс. долл.

### Инвестиции
По данным Минэкономразвития РФ, на конец 2018 года накопленные российские инвестиции в Венесуэлу превысили 4,1 млрд долларов. Наибольший объём приходится на инвестиции компании «Роснефть», которая, помимо нефтедобычи, также занимается перепродажей существенной доли венесуэльской нефти, в том числе тех объёмов, которыми Венесуэла расплачивается за полученные кредиты.
Наиболее крупные проекты:
- проекты НК «Роснефть» «Хунин-6» и «Карабобо» — 3,5 млрд,
- проекты ПАО «Газпромбанк» «Лагунильяс Тьерра» и «Бачакеро Тьерра» — 300 млн,
- проект ПАО «КамАЗ» по сборке автобусов — 22 млн[14].

### Углеводороды
В 2005 году ОАО «Газпром» выиграло тендер и получило лицензию на проведение разведки и добычу газа на шельфе в Венесуэльском заливе.
По состоянию на начало 2016 года, «Роснефть» и PDVSA участвовали в 5 совместных проектах по добыче нефти в Венесуэле:
- проект Карабобо-2,4 (СП «Петровиктория») — CVP (дочернее предприятие PDVSA) (60 %), НК «Роснефть» (40 %) («Роснефть» вошла в проект разработки месторождения Карабобо-2 в 2011 году, заплатив 1,1 млрд долл.[13]);
- проект Хунин-6 (СП «ПетроМиранда») — CVP (60 %), ООО «ННК» (Национальный нефтяной консорциум, в котором 80 % принадлежат «Роснефти» и 20 % — «Газпромнефти») (40 %); геологические запасы блока оцениваются в 52,6 млрд баррелей нефти[13];
- СП «ПетроМонагас» — CVP (83,3 %), НК «Роснефть» (16,7 %);
- СП «Бокерон» — CVP (60 %), НК «Роснефть» (26,67 %), OMV (13,33 %).
- СП «Петропериха» — CVP (60 %), НК «Роснефть» (40 %)[17].

Согласно данным, представленным в презентации ОАО «НК „Роснефть“» к отчётности по МСФО за 2018 год, общие запасы пяти нефтяных проектов, в которых участвует российская компания, составляют 80 млн т, а ежегодная добыча — 3,4 млн т (в обоих случаях рассчитана доля «Роснефти»).
У «Роснефти» также имеется газоразведочный проект на месторождениях Патао, Мехильонес и Рио Карибе с геологическими запасами 180 млрд м³.
В ноябре 2016 года компания Rosneft Trading, швейцарская дочерняя компания «Роснефти», получила залоговые права на 49,9 % акций Citgo Petroleum — дочерней компании PDVSA в США — в качестве обеспечения по кредиту размером около 1,5 млрд долл., выданному Венесуэле в 2016 году.
В 2016 году «Роснефть» предоставила PDVSA аванс в размере 6 млрд долларов, который венесуэльская компания погашает поставками нефти. Согласно данным, представленным в презентации ОАО «НК „Роснефть“» к отчётности по МСФО за 2018 год, долг PDVSA перед «Роснефтью» на конец 2018 года составил 2,3 млрд долл.
В мае 2017 года «Роснефть» создала с PDVSA нефтесервисное СП Perforosven, в котором получила долю в 51 %. В Венесуэле работает ещё одно нефтесервисное предприятие Precision Drilling, полностью принадлежащее «Роснефти».
В начале 2012 года Газпромбанк создал СП с венесуэльской PDVSA по добыче нефти, получившее название Petrozamora S.A. (60 % акций у PDVSA, 40 % — у дочерней компании Газпромбанка).
В августе 2017 года «Роснефть» вложила в нефтедобычу в Венесуэле 6 млрд долларов.
В декабре 2018 года Россия и Венесуэла договорились об инвестициях в венесуэльскую нефтяную отрасль в размере более 5 млрд долл. и о поставках в Венесуэлу 600 тыс. тонн зерна.

### Строительство
C 2010 года по соглашению между Фондом жилищного строительства при мэре Москвы и министерством жилищного строительства Венесуэлы российские подрядчики принимают участие в проекте «Великая миссия жилья» по строительству типового панельного жилья. Проект предусматривает не только строительство жилья и создание инфраструктуры, но и организацию девяти совместных предприятий для производства стройматериалов.

### Финансы
В 2009 году Россия и Венесуэла договорились о создании на базе «Еврофинанс Моснарбанка» российско-венесуэльского народного банка развития для финансирования совместных проектов. Соглашение об учреждении этого банка было подписано в декабре 2011 года. Банк должен был стать площадкой для совместных с Россией международных проектов Венесуэлы, но эти планы не были реализованы. Акционерами АКБ «Еврофинанс Моснарбанк» выступают государственный венесуэльский Фонд национального развития Fonden S.A. (Fondo De Desarrollo Nacional) c долей 49,99 %, Газпромбанк и его дочернее общество «Новфинтех» (суммарно 25 % плюс одна акция), а также банк ВТБ и его зарубежные структуры — кипрская ITC Consultants и VTBBank (Europe) (в общей сложности 25 % плюс одна акция). Как стало известно в конце 2018 года, ВТБ и Газпромбанк вели переговоры о продаже принадлежащих им блокирующих пакетов (25 % плюс одна акция у каждого) АКБ «Еврофинанс Моснарбанк».
11 марта 2019 года Минфин США применил жёсткие санкции к «Еврофинанс Моснарбанку», внеся его в список SDN (Specially Designated Nationals and Blocked Persons) за связи с венесуэльской государственной нефтегазовой компанией Petroleos de Venezuela SA (PDVSA). По мнению Минфина США, банк причастен к попытке обойти санкционный режим в отношении PDVSA с помощью национальной криптовалюты El Petro, которая была введена в 2018 году. Все активы кредитной организации в американской юрисдикции были заморожены, физическим и юридическим лицам США запрещено заключать сделки с этим банком или проводить через него какие-либо транзакции. Членство «Еврофинанс Моснарбанка» в международных платёжных системах Visa и MasterCard приостановлено. Как стало известно агентству Reuters, в связи с введением санкций против «Еврофинанс Моснарбанка» было принято решение передать Росимуществу долю ВТБ в капитале этого банка.
Россия является крупным кредитором Венесуэлы. По состоянию на конец марта 2019 года, венесуэльская государственная нефтекомпания PDVSA была должна «Роснефти» 2,3 млрд долларов по предоплате за поставку нефти. Ещё около 3 млрд долларов приходится на выданный Венесуэле российский госкредит.

### Машиностроительная продукция
ОАО «Интер РАО ЕЭС» в 2010 году заключило контракт на поставку Венесуэле 13 газовых турбин совокупной мощностью 423,8 МВт. Общая стоимость контракта составила 309,2 млн долл. Тогда же ОАО «Новошип» договорилось с PDV Marina S.A. о создании СП для морской транспортировки нефти из Венесуэлы.
С 2010 года АвтоВАЗ выполнял контракт на поставку 2,25 тыс. автомобилей и обсуждал открытие сборочного производства. КамАЗ поставляет в Венесуэлу грузовики, а в 2012 году выиграл тендер на поставку шасси для автобусов.
В апреле 2013 года «Уралмашзавод» и PDVSA подписали меморандум о взаимодействии в области производства буровых установок.

## Межкультурные контакты
Весной 2012 года в Санкт-Петербурге на базе Общества дружбы Россия-Венесуэла открыт Латиноамериканский культурный центр, который 7 марта 2013 года получил имя Команданте Уго Чавеса на церемонии памяти лидера Боливарианской Революции.В том же году в Москве появилась улица Чавеса.
7 октября 2016 года на малой родине Чавеса (в городе Сабанета) был открыт подаренный Россией шестиметровый памятник венесуэльскому президенту. На табличке памятника было написано: «Выдающемуся сыну венесуэльского народа и верховному командующему Уго Чавесу Фриасу в день годовщины его рождения 28 июля 2016 года по поручению президента России Владимира Путина — нефтяная компания „Роснефть“, президент Игорь Сечин, скульптор Сергей Казанцев».

## Военное и военно-техническое сотрудничество
Венесуэла — один из крупнейших покупателей российской военной техники. В 2005—2017 годах суммарный объём закупок вооружения и техники оценивается более чем в 11 млрд долл. Венесуэла, в частности, получила 36 истребителей Су-30МК, около 50 ударных и военно-транспортных вертолётов Ми-35М, Ми-17 и Ми-26, более 120 танков и САУ, около 240 ББМ, несколько десятков РЗСО «Град» и Смерч", средства ПВО (3 ЗРС С-300ВМК/«Антей-2500», 12 ЗРК «Бук-М2», 11 ЗРК «Печора-2М» и большое количество ПЗРК «Игла-С»). Между Россией и Венесуэлой были заключены соглашения о строительстве завода по производству автоматов АК-103 и патронов, а также сервисного центра по ремонту вертолётной техники.
Россия трижды (в 2009, 2012 и 2014 годах) выделяла Венесуэле крупные кредиты на покупку российских вооружений. В 2009 году кредит составил 2,2 млрд долларов, в 2012 и 2014 годы — по 2 млрд долларов. В ноябре 2017 года в Москве было подписано российско-венесуэльское соглашение, которое предусматривало существенные смягчения условий возврата долга Венесуэлы перед Россией (общий размер задолженности на тот период составлял 3,15 млрд долларов):
- Венесуэла получила рассрочку по возврату долга России сроком на 10 лет;
- Первые 6 лет венесуэльские платежи России должны быть минимальными (конкретные размеры платежей официально не были названы)[30].

В декабре 2018 года в Венесуэле прошли совместные военные учения России и Венесуэлы с привлечением двух ракетоносцев Ту-160 и истребителей ВВС Венесуэлы. Два стратегических ракетоносца Ту-160, тяжёлый военно-транспортный самолёт Ан-124 и дальнемагистральный самолёт Ил-62 ВКС России прибыли в венесуэльский международный аэропорт Майкетия с российской авиабазы Энгельс 10 декабря. Учения вызвали негативную реакцию администрации США.
Полёты российских стратегических бомбардировщиков по схожему маршруту также имели место в 2008 и в октябре 2013 года.
В августе 2019 года Министр обороны России Сергей Шойгу и Министр обороны Венесуэлы Владимир Падрино Лопес подписали соглашение о визитах боевых кораблей стран в порты обоих государств и обсудили вопросы дальнейшего двустороннего военного и военно-технического сотрудничества.
В июле 2025 года исполнительный директор корпорации «Ростех» Олег Евтушенко сообщил о планах открытия в стране завода по сборке автоматов Калашникова АК-103. Также было объявлено о завершении компанией «Рособоронэкспорт» строительства первой очереди завода по выпуску патронов калибра 7,62 мм для автоматов Калашникова в Венесуэле. Отмечается, что предприятие оснащено четырьмя современными линиями производства и сможет выпускать до 70 млн патронов ежегодно.

## Космическая сфера
В декабре 2022 года в «Роскосмосе» заявили о планах построить и ввести в эксплуатацию в течение 2023 года измерительную станцию системы ГЛОНАСС в Венесуэле в рамках контракта с Боливарианским агентством по космической деятельности.
Церемония открытия первой наземной станции сбора измерений глобальной навигационной спутниковой системы ГЛОНАСС состоялась 9 июля 2025 года. В «Роскосмосе» уточнили, что цель работы станции состоит в наблюдении за состоянием космических аппаратов системы в экваториальной зоне западного полушария Земли, повышении точности позиционирования потребителей и расширении зоны покрытия на 3,11%.

## Россия и политический кризис в Венесуэле
Министерство иностранных дел России неоднократно критиковало заявления западных стран о поддержке венесуэльской оппозиции, называя их «вмешательством во внутренние дела суверенного государства». Так, 16 января 2019 года на пресс-конференции по итогам 2018 года Сергей Лавров заявил: «Мы слышали и высказывания, допускающие военное вмешательство в Венесуэлу, и высказывания о том, что теперь США будут признавать или могут начать признавать президентом Венесуэлы не Николаса Мадуро, а председателя парламента. Всё это … говорит о том, что линия на развал неугодных правительств в Соединённых Штатах сохраняется в качестве одного из приоритетов их действий и в Латинской Америке, да и в других регионах».
После того, как Хуан Гуайдо 23 января провозгласил себя исполняющим обязанности президента страны, МИД России выступил с резкой критикой позиции США, признавшей Гуайдо. Президент России Владимир Путин позвонил Николасу Мадуро, чтобы лично «выразить поддержку законным властям Венесуэлы». МИД РФ заявил о готовности сотрудничать со всеми государствами, которые будут способствовать нахождению взаимопонимания в Венесуэле. В заявлении МИД было подчёркнуто, что вооружённое вмешательство в конфликт «чревато катастрофическими последствиями».
Заместитель министра иностранных дел России Сергей Рябков отметил, что Россия будет поддерживать «дружескую Венесуэлу» как своего стратегического партнёра. Рябков предостерёг США от военного вмешательства в дела Венесуэлы, так как это может привести к «катастрофическому сценарию».
Директор латиноамериканского департамента МИД России Александр Щетинин сообщил «РИА Новости», что Россия готова стать посредником между властями Венесуэлы и оппозицией, если её участие будет востребовано.
24 января министр иностранных дел России Сергей Лавров заявил, что Россия готова к сотрудничеству со всеми политическими силами Венесуэлы, которые проявляют ответственный подход и готовы сотрудничать с международными игроками.
26 января на экстренном заседании Совета Безопасности ООН, созванном по инициативе США вопреки возражениям России, российский представитель в ООН В. А. Небензя заявил, что иностранная поддержка Гуайдо нарушает международное право и является «прямой дорогой к кровопролитию». Он также обвинил администрацию США в стремлении вовлечь СБ ООН в «свои нечистоплотные игры». Российская позиция состоит в том, что разрешение кризиса должно проходить путём диалога внутри страны.
1 марта вице-президент Венесуэлы Делси Родригес заявила во время визита в Россию, что президент Венесуэлы Николас Мадуро распорядился перевести офис нефтяной компании PDVSA из Лиссабона в Москву.